# Pszichoneuro-immunológia

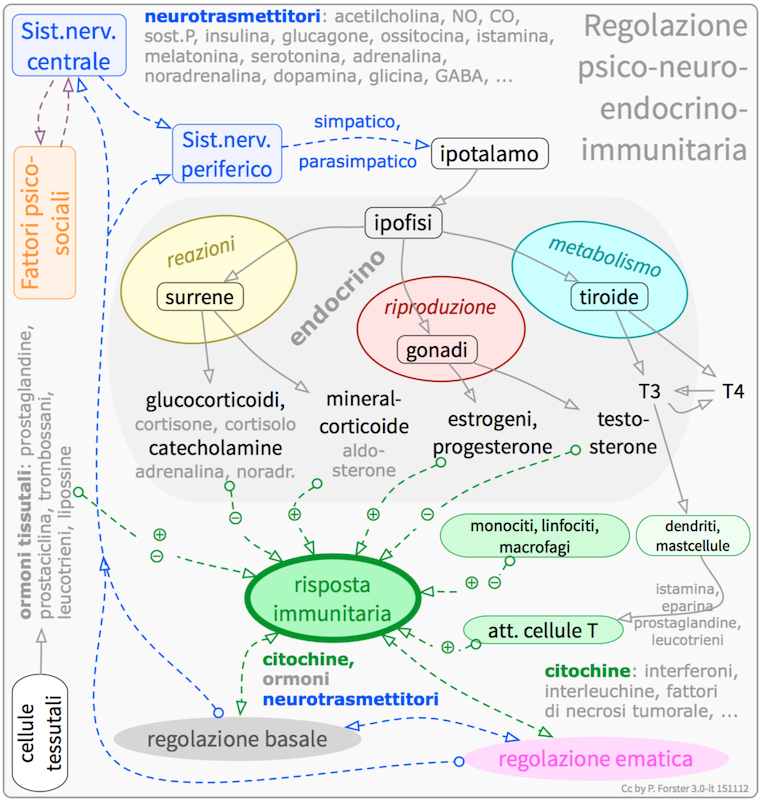
Pszicho-neuro-endokrin-immunológiai szabályozás. Neurotranszmitterek, hormonok, szöveti hormonok, citokinek és immunmediátorok.

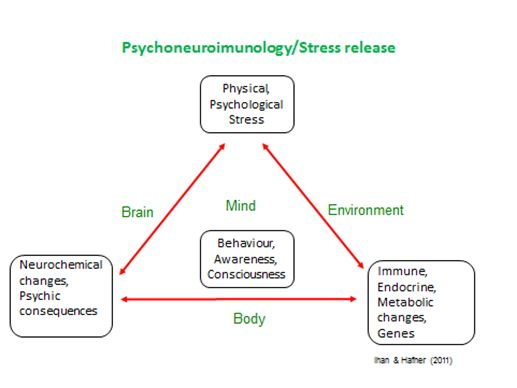
Pszichoneuroimmunológia tudománya azokat az interakciókat vizsgálja, amelyek a pszichológiai folyamatok és az ideg- és az immunrendszer között jönnek létre az emberi testben

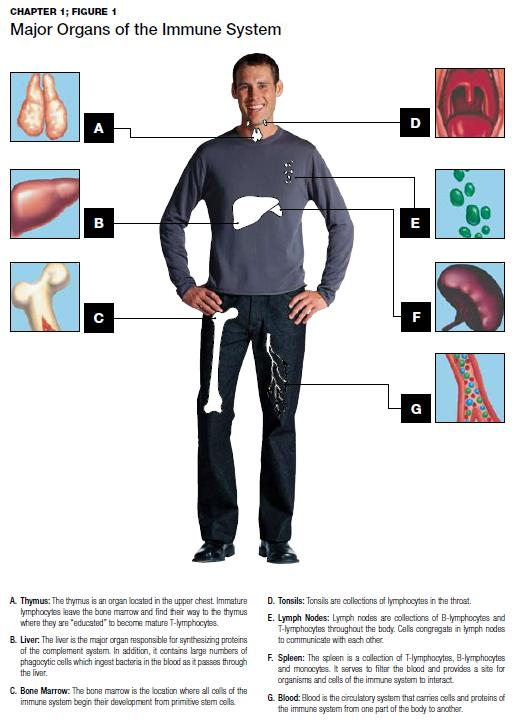
Az immunrendszer fontosabb szervei

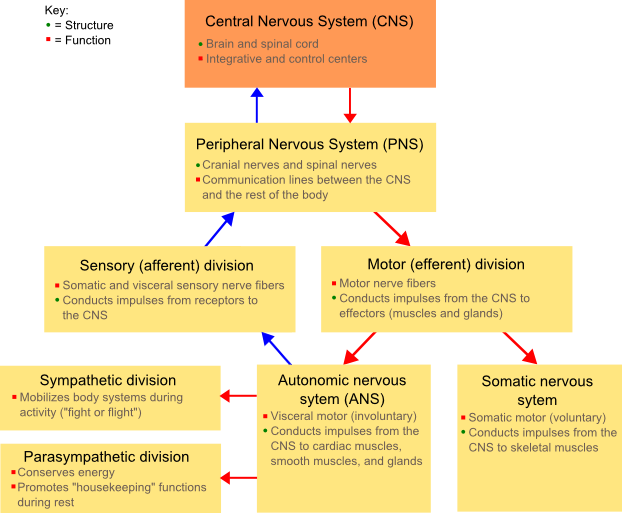
Az ember idegrendszerének felosztása

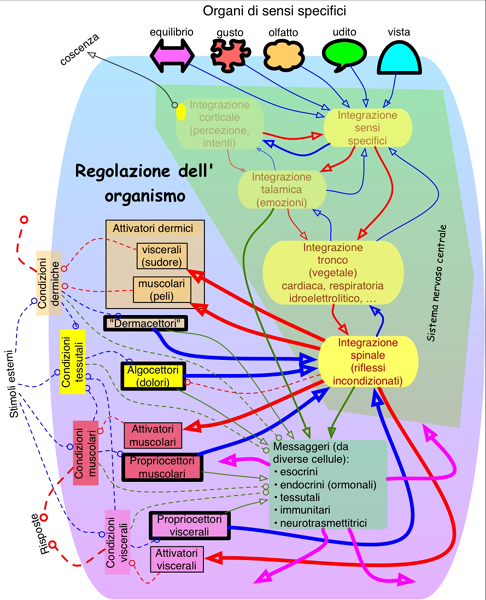
Integrációja az idegi - és hormonális jeleknek

A pszichoneuroimmunológia (PNI) (angol: psychoneuroimmunology) az a tudományterület, melynek feladata a viselkedési, agyi és immun-gyulladásos folyamatok közötti kölcsönhatások kutatása, megismerése. A pszichoneuroimmunológia az ideg-, a hormonális és az immunrendszert egységes és integrált védekező szuperrendszer részeinek tekintő, a köztük lévő kapcsolatokat kutató interdiszciplináris tudományterület.
Pszichoneuroimmunológia a magasabb ideg- és pszichés tevékenységek immunológiai mechanizmusokra gyakorolt szerepét vizsgáló tudományág. Lényege az a paradigmaváltás, hogy az immunrendszer nem független, hanem a neuroendokrin rendszerrel együtt az adaptáció szolgálatában álló egységes, összetett és integrált hálózat interaktív részrendszere. A kifejezést először Robert Ader használta 1980-ban az Amerikai Pszichoszomatikus Társaság elnöki székfoglalójában.
Mai tudásunk szerint legalább két úton kommunikál egymással az ideg- és az immunrendszer: a vegetatív idegrendszeren és a hipofizeális neuroendokrin rendszeren keresztül. Mindkét úton kémiai jelek keletkeznek, amelyeket a limfociták és más immunsejtek felszínén lévő receptorok felismernek, és befolyásolják az immunológiai válaszkészséget. Az aktivált limfociták neuropeptideket és hormonokat termelnek, amelyeket felismerve az idegrendszer további válaszokat indukál a hipotalamuszban, a vegetatív és az endokrin rendszerben és a viselkedésben. Az aktív immunsejtekből emellett citokinek és hírvivő anyagok is felszabadulnak, amelyek az immunsejtek közötti interakciók modulálása mellett a központi idegrendszer működését is befolyásolják. Az aktív transzport révén az agyba jutó citokinek aktiválják az asztrocitákat és a mikroglia sejteket, amelyek válaszként többek között citokineket is termelnek.
A citokinek jelentős befolyást gyakorolnak a dopaminerg, a noradrenerg és a szerotonerg neurotranszmisszióra. A citokin kaszkádból az interleukin (IL) -2-t a „betegviselkedéssel” és az alvással, az IL-2-t és részben a tumornekrózis-faktor (TNF)-α-t emlékezeti és más kognitív károsodásokkal hozták összefüggésbe, schizophreniában IL-2-hiperszekréciót, depresszív zavarokban pedig IL-6-túltermelést mutattak ki. Valószínű azonban, hogy nem egyes citokinek mutatnak specificitást, inkább sajátos mintázatú citokinaktivitás lehet összefüggésben különböző mentális zavarokkal. Feltételezhető, hogy a viselkedés és az immunfolyamatok közötti többszörös kapcsolatok teszik lehetővé, hogy a nem specifikus stresszváltozások mellett a kiváltó tényezők által indukált sajátos válaszmintázatok és az esetleges specifikus immunválaszok viszonylagosan eltérő változásokhoz vezessenek a gazdaszervezetben.

## A pszichoneuroimmunológia kialakulása
A pszichoneuroimmunológia előzményei közé tartoznak többek között a pszichofarmakológia azon megfigyelései, hogy a gyógyszerek hatása függ az adott szervezet aktuális állapotától, továbbá a neuroendokrinológia azon megállapítása, hogy az endokrin működések csak az idegrendszerrel való kölcsönhatások összefüggésében érthetők meg, valamint a pszichoneuroendokrinológia felismerése, hogy ezen rendszerek között kétirányú hatások léteznek. Mélyebb gyökerei pedig a hagyományos orvoslás alapvetően „holisztikus” szemléletében erednek.

### Az immunitás módosítása, neuralis és neuroendokrin mechanizmusainak feltárása
Az immunitás módosítása neuralis és neuroendokrin mechanizmusainak feltárásában – koruk nemzetközi tudományos közvéleménye előtt jórészt ismeretlenül – úttörő szerepe volt orosz kutatóknak, akik a pavlovi elvek deriválásával már az 1920-as években vizsgálatokat kezdtek az immunválasz (például hővel, taktilis ingerekkel való) klasszikus kondicionálásának lehetőségeivel kapcsolatban.
A magyar Szentiványi Andor 1950-es évek végén végzett, a hipotalamusz és az anafilaxiás válaszok kapcsolatát elemző ingerléses és lészós vizsgálatai a paraszimpatikus idegrendszer és az immunszabályozás viszonyának részletes kutatását inspirálták. Az 50-es évek közepétől a mikrobiológus Fred Rasmussen és követői a fizikai és szociális stressz különböző vírusfertőzések lezajlására kifejtett hatását vizsgálták pszichiáter tanácsadókkal kialakított szisztematikus állatkísérleteikben.
George Solomon az 1960-as évek közepén az autoimmun betegek élettörténeti és személyiségi sajátosságait vizsgálta. Kimutatta, hogy a rheumatoid arthritisben szenvedő páciensek egészséges rokonai közül azok, akik szervezetében a betegség immunológiai markerének tekinthető reumatoid faktor (anti-IgG) nem volt kimutatható, a pszichológiai egészség normális mintázatot mutatott, míg azok, akiknél a reumatoid faktor kimutatható volt (és mégsem lettek betegek), pszichológiailag egészségesek voltak. Ez arra utalt, hogy az autoimmun betegség iránti feltételezhető genetikai hajlammal szemben a pszichológiai egészség kedvező hatást fejthetett ki. Solomon ezután szisztematikus állatkísérletes vizsgálatokat kezdett laboratóriumában, majd az el nem fogadottság miatti tízéves kényszerű szünet után, az 1980-as években az AIDS-kutatásban tért vissza erre a tudományterületre.
John Hadden az 1970-es évek elején kimutatta, hogy a lymphocytáknak adrenoreceptoraik vannak, és ezek befolyásolása az immunfunkciók szabályozását módosítja, az alfa-adrenerg-stimuláció potenciál, a béta-adrenerg pedig gátol egyes lymphoproliferativ válaszokat. Ezután igazolták a cAMP és cGMP szerepét ezen folyamatokban, valamint a muszkarinerg stimuláció T-sejtes citotoxicitást aktiváló hatását is.
Hugo Besedovsky az 1970-es években elkezdte összegyűjteni a neuroendokrin-immun hálózat elemeit az immunválaszok idegi és hormonális hatásainak vizsgálatával. Kimutatta, hogy különböző antigénekkel végzett immunizáció központi idegrendszeri eredetű endokrin változásokhoz vezethet, valamint, hogy az antitesttermelés csúcsán megnövekszik (akár százszorosára) a ventromediális hipotalamusz neuronjainak tüzelési gyakorisága. Kimutatta a kortikoszteroidok immunszuppresszív hatását és a szimpatikus idegrendszer több elemének aktivitáscsökkenését az immunrendszer aktiválódásakor. Immunsejtek kultúrájának in vitro ingerlése után nyert felülúszó a plazma hipofízisfüggő kortikoszteroid-szintjének emelkedését és az agyi noradrenalinszint csökkenését eredményezte. Besedovsky és kollégái munkásságának köszönhetően kezdett először szélesebb tudományos körökben is elfogadottá válni a homeosztatikus folyamatok integrált megközelítése és a pszichoneuroimmunológiai felfogás.
Edwin Blalock mutatta ki először, hogy a lymphocytákban agyi neuropeptidek és hipofízishormonok találhatók. Az agyi és immunfolyamatok közötti kapcsolat molekuláris és biokémiai meghatározása már megbecsülést váltott ki a pszichoneuroimmunológia
számára.

### Ciklofoszfamiddal kiváltott averzív feltételes inger
A pszichológus Ader az 1970-es évek elején patkányokon végzett, ízaverziós kondicionált tanulási vizsgálatai során lett figyelmes egy váratlan és kezdetben mellékesnek tűnő körülményre. Az averzió kialakítására kellemetlen gastrointestinalis izgalmat okozó, immunszuppresszív ciklofoszfamidot használtak, és a társított, feltételes ízingerrel való ismételt találkozás nemcsak az adott folyadék elutasítását váltotta ki, hanem egyes állatok elhullását is, továbbá a – később elemzett – mortalitási ráta összefüggött az egyszeri kondicionálási próba során használt feltételes ízinger (szacharin) koncentrációjával.
Végiggondolva a tapasztalatokat, Ader arra a következtetésre jutott, hogy a ciklofoszfamid immunszuppresszív hatását is kondicionálták, és a laboratóriumi környezet egyébként küszöb alatti patogén ingerei iránt a kondicionált állatok érzékenyebbé válhattak. Azaz úgy tűnt, hogy az immunválasz klasszikus kondicionálással módosítható. Ezt követően Ader és az immunológus Nicholas Cohen szisztematikus vizsgálatban mutatták ki, hogy a ciklofoszfamiddal kiváltott averzív feltételes ingernek ismételten kitett kondicionált állatokban csökkent a birkavörösvértestekkel szembeni antitestválasz a feltételes ingernek ismételten ki nem tett kondicionált és a nem kondicionált állatokhoz képest is.
Az azóta eltelt időszakban széles körű irodalmi igazolást nyert a gazdaszervezetek nem specifikus válaszainak (például a természetesölősejt (NK-) aktivitásnak), valamint a különböző antitestes és sejtszintű védekező mechanizmusainak különböző kondicionált és nem kondicionált ingerek (antigének) hatására bekövetkező módosíthatósága. A jelenség élettani jelentőségét autoimmun betegségben szenvedő (lupushajlamos, mesterségesen kiváltott artritisz) vagy szövetbeültetésen átesett állatok állapotának javításában mutatták ki először. Sőt, már 1992-ben beszámoltak egy szisztémás lupusz eritematózus (SLE)-ben szenvedő gyermek kezelése során alkalmazott kondicionálás hatásáról.

### Agy és az immunrendszer közötti kommunikáció, azaz a közvetlen neuronalis beidegzések
A humorális út mellett az agy és az immunrendszer közötti kommunikáció másik típusú csatornája az úgynevezett kemény huzalozású, azaz a közvetlen neuronalis beidegzések hálózata. A kutatás ezen iránya kevésbé teoretikus inspirációjú, alapvetően empirikus megfigyelésekre alapozott. Az egyik kiindulópont a magyar Selye János 1950-es, a stressz és az adrenokortikoid szteroidok kapcsolatát kimutató vizsgálata, valamint a stressz immunitásra kifejtett hatásának felismerése.
Ezt követték azon megfigyelések, hogy az agysérülések befolyásolhatják az immunválaszokat. Meghatározó év az 1981-es, Bulloch és Moore leírta a csecsemőmirigy agytörzsi és gerincvelői innervációját, David Felten pedig az elsődleges (thymus, csontvelő) és másodlagos immunszerveket (lép, nyirokcsomók) behuzalozó noradrenerg szimpatikus neuronhálózatot, amely közvetlen, szinapszisszerű, neuroeffektor kapcsolatokat alkot T-lymphocyták és macrophagok számára. Ezek az innervációs mintázatok előhuzalozottak, a fejlődés kezdeti szakaszán kialakulnak, és hatással vannak az immunrendszer sajátos ontogenezisére
is.

### Depressziós állapotok immunfunkciókra kifejtett hatása
A kutatások harmadik területe a különböző betegségek lefolyása, az immunműködések, valamint az érzelmi és élethelyzeti stresszállapotok összefüggéseinek megfigyelése. Legintenzívebben a jelentős veszteségélmények és a depressziós állapotok immunfunkciókra kifejtett hatását elemezték. Vizsgálták az egyetemisták immunműködését vizsgaidőszakban, Alzheimer-kóros betegek családtagjait, válási krízist nehezen feldolgozókat, úgynevezett spontán remisszióba került rákos betegeket. A humán kutatások eredményei egyelőre azonban csupán néhány általánosabb következtetés levonásához elegendők.
Számos pszichoszociális esemény képes stresszt kiváltani, ám számos tényezőtől függ a kiváltott „stressz” hatása. A stresszállapotok képesek hatást gyakorolni a sejtközvetítette és a humorális immunválaszokra, valamint a gazdaszervezet nem specifikus reakcióira. Növelhetik vagy akár csökkenthetik az immunológiailag közvetített betegségek iránti fogékonyságot, lehetővé tehetik egyes gyenge vagy lappangó vírusfertőzések manifesztté válását. Az azonban máig nem igazolt, hogy a betegségek iránti fogékonyság megváltozása az immunitás stresszállapotok által kiváltott megváltozásával közvetlen
oksági kapcsolatban van-e.

### Napjaink
Mára elfogadottá vált, hogy az agyi peptidek és receptoraik megtalálhatók az immunrendszeren belül, az aktivált immunrendszer termékei pedig neurotranszmitterként működnek. Mint láthattuk, a tudományterület alapjainak lerakásában és a továbbfejlődés inspirálásában Selyének és Szentiványinak egyaránt jelentős szerepe volt. Nyomdokukban járnak azok a hazai kutatók, akik áttekintő tanulmányok összeállítása mellett (Kovács, Lázár) szklerózis multiplexben és szisztémás lupusz eritematózusban immunológiai eltéréseket vizsgálnak (Baraczka és munkatársai), egyes mentális zavarokkal együtt járó immunológiai eltérésmintázatok felderítésében (Barsi és munkatársai, Kálmán és munkatársai, Szakács és munkatársai) és bizonyos immunközvetített betegségek pszichoterápiás vonatkozásainak vizsgálatában.
A pszichoneuroimmunológia-interakciók további kutatása az összetevők szisztematikus változtatásának kutatásával lehetséges. A védekezőhálózat részletes felderítése lehetőséget nyújthat majd immunológiai betegségek viselkedéses és hormonális befolyásolásához csakúgy,
mint egyes mentális, neurológiai és endokrinológiai betegségek immunösszetevőinek megértéséhez és befolyásolásához. A kutatások robbanásszerű szaporodása azonban óvatosságra int, és az eredmények összehasonlíthatóságának és értelmezhetőségének érdekében a rendelkezésre álló számos módszer és technika tudatos használatának szükségességére hívja fel a figyelmet. Lényeges az immunológiai eljárások elvének megértése, előnyeinek és korlátainak pontos ismerete.